# Toronto 228th Battalion (NHA)
Toronto 228th Battalion byl kanadský vojenský klub ledního hokeje, který sídlil v Torontu v provincii Ontario. Jednalo se o sportovní organizaci příslušníků kanadských vojenských jednotek 228th Battalion (Northern Fusiliers), CEF. V letech 1916–1917 působil v profesionální soutěži National Hockey Association. Své domácí zápasy odehrával v hale Mutual Street Arena s kapacitou 7 500 diváků. Hlavní klubová barva byla khaki.

## Umístění v jednotlivých sezonách
Stručný přehled
Zdroj: 
- 1916–1917: National Hockey Association

Jednotlivé ročníky
Zdroj: 
Legenda: Z - zápasy, V - výhry, VP - výhry v prodloužení, R - remízy, P - porážky, PP - porážky v prodloužení, VG - vstřelené góly, OG - obdržené góly, +/- - rozdíl skóre, B - body, KPW - Konference Prince z Walesu, CK - Campbellova konference, ZK - Západní konference, VK - Východní konference, fialové podbarvení - reorganizace, změna skupiny či soutěže
| Kanada (1916 – 1917) |                   |        |                                             |                                             |                                             |                                             |                                             |                                             |                                             |                                             |                                             |                                             |        |          |
| Sezóny               | Liga              | Úroveň | Z                                           | V                                           | VP                                          | R                                           | PP                                          | P                                           | VG                                          | OG                                          | +/-                                         | B                                           | Pozice | Play-off |
| 1916/17              | NHA (1. polovina) | –      | 10                                          | 6                                           | –                                           | 0                                           | –                                           | 4                                           | 70                                          | 57                                          | +13                                         | 12                                          | 3.     | –        |
| 1916/17              | NHA (2. polovina) | –      | Klub se druhé poloviny soutěže nezúčastnil. | Klub se druhé poloviny soutěže nezúčastnil. | Klub se druhé poloviny soutěže nezúčastnil. | Klub se druhé poloviny soutěže nezúčastnil. | Klub se druhé poloviny soutěže nezúčastnil. | Klub se druhé poloviny soutěže nezúčastnil. | Klub se druhé poloviny soutěže nezúčastnil. | Klub se druhé poloviny soutěže nezúčastnil. | Klub se druhé poloviny soutěže nezúčastnil. | Klub se druhé poloviny soutěže nezúčastnil. | –.     | –        |